# Clean Bandit/Auszeichnungen für Musikverkäufe

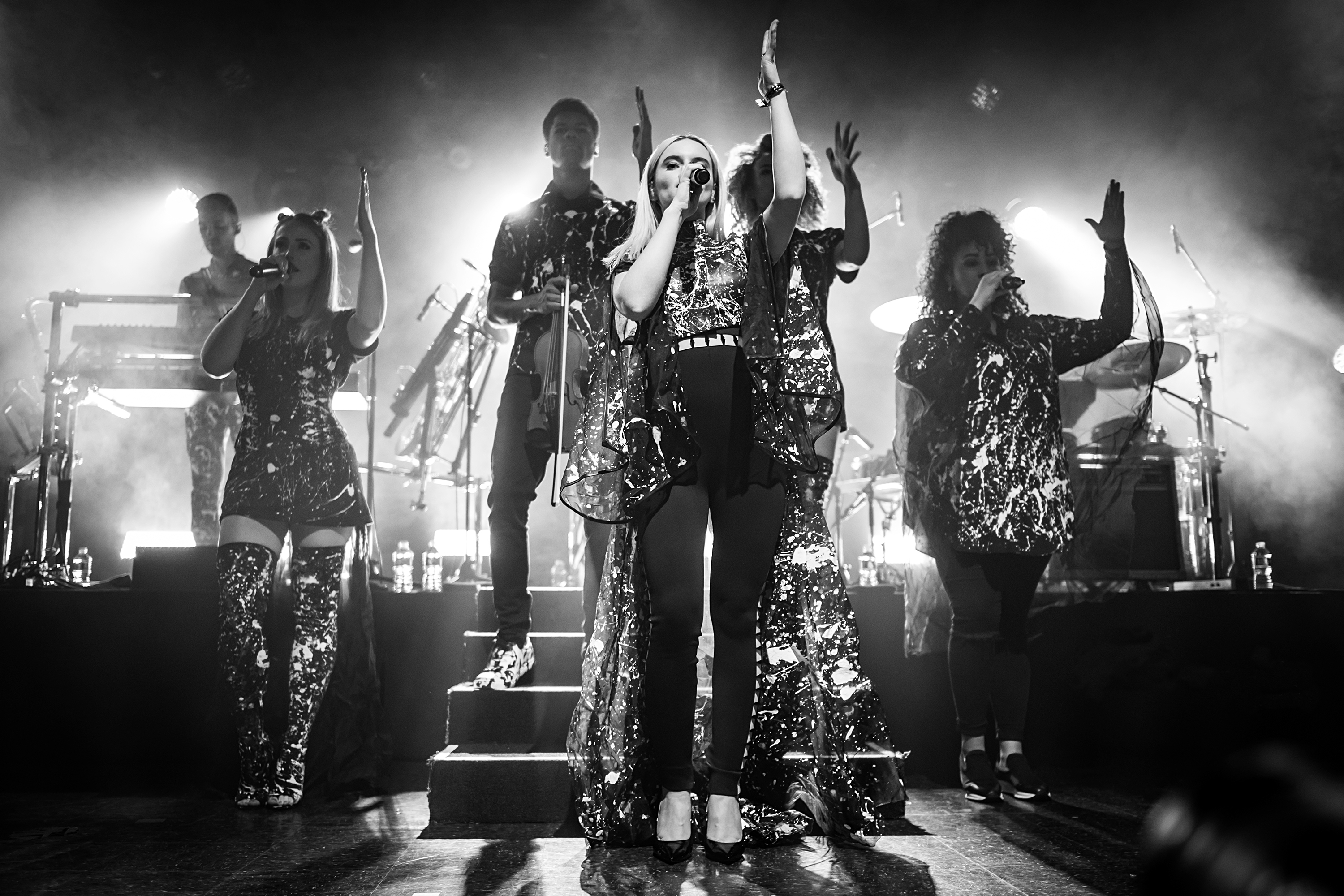
Clean Bandit (2016)

Dies ist eine Übersicht über die Auszeichnungen für Musikverkäufe der britischen Elektropopband Clean Bandit. Die Auszeichnungen finden sich nach ihrer Art (Gold, Platin usw.), nach Staaten getrennt in chronologischer Reihenfolge, geordnet sowie nach den Tonträgern selbst, ebenfalls in chronologischer Reihenfolge, getrennt nach Medium (Alben, Singles usw.), wieder.

## Auszeichnungen
| - Vereinigtes Königreich - 2015: für die Single Stronger - 2017: für die Single Extraordinary - 2023: für die Single How Will I Know - 2025: für die Single Cry Baby - Belgien - 2021: für die Single Tick Tock - Brasilien - 2014: für die Single Rather Be - Dänemark - 2022: für das Album What Is Love? - 2023: für die Single Tick Tock - Deutschland - 2018: für die Single I Miss You - 2023: für die Single Do They Know It’s Christmas? - Frankreich - 2021: für die Single Tick Tock - Italien - 2014: für die Single Extraordinary - 2015: für die Single Real Love - 2017: für die Single Tears - 2018: für die Single Do They Know It’s Christmas? - 2023: für die Single Drive - 2024: für das Album What Is Love? - Japan - 2017: für die Single Rather Be (Digital) - 2024: für das Streaming Rather Be - 2025: für das Streaming Rockabye - Kanada - 2022: für die Single How Will I Know - Neuseeland - 2016: für die Single Real Love - 2023: für die Single How Will I Know - 2024: für die Single Tears - Österreich - 2020: für die Single I Miss You - Polen - 2016: für das Album New Eyes - 2021: für die Single Baby - 2024: für die Single Drive - Portugal - 2022: für die Single Rather Be - 2022: für die Single Tick Tock - Schweden - 2014: für das Album New Eyes - Spanien - 2024: für die Single I Miss You - 2025: für die Single Tick Tock - Vereinigte Staaten - 2018: für die Single I Miss You - 2016: für das Album What Is Love? - 2019: für das Album New Eyes - Vereinigtes Königreich - 2014: für das Album New Eyes - 2014: für die Single Do They Know It’s Christmas? - 2020: für die Single Baby - 2022: für die Single Drive | - Australien - 2015: für die Single Real Love - Belgien - 2017: für die Single Symphony - 2018: für die Single I Miss You - 2019: für die Single Solo - Dänemark - 2019: für die Single I Miss You - Frankreich - 2015: für die Single Rather Be - 2022: für die Single I Miss You - Italien - 2019: für die Single I Miss You - 2021: für die Single Tick Tock - Japan - 2024: für das Streaming Symphony - Kanada - 2018: für das Album What Is Love? - Mexiko - 2015: für die Single Rather Be - Neuseeland - 2022: für das Album What Is Love? - 2023: für das Album New Eyes - Niederlande - 2014: für die Single Rather Be - 2019: für das Album What Is Love? - Österreich - 2016: für die Single Rather Be - 2019: für die Single Rockabye - 2020: für die Single Symphony - Polen - 2021: für die Single I Miss You - 2021: für die Single Mama - 2021: für die Single Tears - 2021: für die Single Tick Tock - Portugal - 2022: für die Single I Miss You - Schweiz - 2014: für die Single Rather Be - Vereinigte Staaten - 2018: für die Single Symphony - 2019: für die Single Solo - Vereinigtes Königreich - 2015: für die Single Real Love - 2021: für die Single Tick Tock - 2023: für das Album What Is Love? - Deutschland - 2015: für die Single Rather Be - 2021: für die Single Symphony - 2021: für die Single Solo | - Belgien - 2016: für die Single Rather Be - 2017: für die Single Rockabye - Dänemark - 2022: für die Single Symphony - 2023: für die Single Solo - Deutschland - 2019: für die Single Rockabye - Italien - 2019: für die Single Solo - Kanada - 2020: für die Single I Miss You - Neuseeland - 2020: für die Single I Miss You - 2022: für die Single Solo - Österreich - 2022: für die Single Solo - Polen - 2019: für das Album What Is Love? - Portugal - 2019: für die Single Rockabye - 2022: für die Single Symphony - 2022: für die Single Solo - Schweden - 2014: für die Single Rather Be - Schweiz - 2017: für die Single Rockabye - 2017: für die Single Symphony - Singapur - 2019: für das Album What Is Love? - Spanien - 2014: für die Single Rather Be - 2014: für das Streaming Rather Be - 2024: für die Single Solo - 2024: für die Single Symphony - Vereinigtes Königreich - 2020: für die Single Solo - 2020: für die Single I Miss You - 2024: für die Single Tears - Australien - 2019: für die Single I Miss You - 2021: für die Single Solo - Dänemark - 2014: für das Streaming Rather Be - 2024: für die Single Rockabye - Norwegen - 2020: für die Single Solo - Vereinigte Staaten - 2018: für die Single Rockabye - Italien - 2014: für die Single Rather Be - 2018: für die Single Symphony - Kanada - 2020: für die Single Solo - 2020: für die Single Symphony - Neuseeland - 2023: für die Single Rockabye - 2024: für die Single Symphony - Norwegen - 2017: für die Single Rockabye - 2020: für die Single Symphony - Spanien - 2017: für die Single Rockabye - Vereinigte Staaten - 2019: für die Single Rather Be - Vereinigtes Königreich - 2022: für die Single Symphony - 2023: für die Single Rockabye - Australien - 2018: für die Single Rockabye - 2019: für die Single Symphony - Kanada - 2021: für die Single Rather Be - Neuseeland - 2025: für die Single Rather Be - Niederlande - 2018: für die Single Rockabye - Australien - 2019: für die Single Rather Be - Vereinigtes Königreich - 2025: für die Single Rather Be - Italien - 2018: für die Single Rockabye - Kanada - 2023: für die Single Rockabye - Frankreich - 2017: für die Single Rockabye - 2018: für die Single Symphony - 2020: für die Single Solo - Polen - 2020: für die Single Solo - 2021: für die Single Symphony - Polen - 2021: für die Single Rockabye |

## Auszeichnungen nach Alben

### New Eyes
| Land/Region                  | Auszeichnungen für Musikverkäufe (Land/Region, Auszeichnung, Verkäufe) | Verkäufe |
| ---------------------------- | ---------------------------------------------------------------------- | -------- |
| Neuseeland (RMNZ)            | Platin                                                                 | 15.000   |
| Polen (ZPAV)                 | Gold                                                                   | 10.000   |
| Schweden (IFPI)              | Gold                                                                   | 20.000   |
| Vereinigte Staaten (RIAA)    | Gold                                                                   | 500.000  |
| Vereinigtes Königreich (BPI) | Gold                                                                   | 100.000  |
| Insgesamt                    | 4× Gold · 1× Platin ·                                                  | 645.000  |

### What Is Love?
| Land/Region                  | Auszeichnungen für Musikverkäufe (Land/Region, Auszeichnung, Verkäufe) | Verkäufe  |
| ---------------------------- | ---------------------------------------------------------------------- | --------- |
| Dänemark (IFPI)              | Gold                                                                   | 10.000    |
| Italien (FIMI)               | Gold                                                                   | 25.000    |
| Kanada (MC)                  | Platin                                                                 | 80.000    |
| Neuseeland (RMNZ)            | Platin                                                                 | 15.000    |
| Niederlande (NVPI)           | Platin                                                                 | 40.000    |
| Polen (ZPAV)                 | 2× Platin                                                              | 40.000    |
| Singapur (RIAS)              | 2× Platin                                                              | 20.000    |
| Vereinigte Staaten (RIAA)    | Gold                                                                   | 500.000   |
| Vereinigtes Königreich (BPI) | Platin                                                                 | 300.000   |
| Insgesamt                    | 3× Gold · 8× Platin ·                                                  | 1.030.000 |

## Auszeichnungen nach Singles

### Rather Be
| Land/Region                  | Auszeichnungen für Musikverkäufe (Land/Region, Auszeichnung, Verkäufe) | Verkäufe  |
| ---------------------------- | ---------------------------------------------------------------------- | --------- |
| Australien (ARIA)            | 6× Platin                                                              | 420.000   |
| Belgien (BRMA)               | 2× Platin                                                              | 60.000    |
| Brasilien (PMB)              | Gold                                                                   | 20.000    |
| Deutschland (BVMI)           | 3× Gold                                                                | 450.000   |
| Frankreich (SNEP)            | Platin                                                                 | 150.000   |
| Italien (FIMI)               | 4× Platin                                                              | 120.000   |
| Japan (RIAJ)                 | Gold                                                                   | 100.000   |
| Kanada (MC)                  | 5× Platin                                                              | 400.000   |
| Mexiko (AMPROFON)            | Platin                                                                 | 60.000    |
| Neuseeland (RMNZ)            | 5× Platin                                                              | 150.000   |
| Niederlande (NVPI)           | Platin                                                                 | 30.000    |
| Österreich (IFPI)            | Platin                                                                 | 30.000    |
| Portugal (AFP)               | Gold                                                                   | 5.000     |
| Schweden (IFPI)              | 2× Platin                                                              | 80.000    |
| Schweiz (IFPI)               | Platin                                                                 | 30.000    |
| Spanien (Promusicae)         | 2× Platin                                                              | 80.000    |
| Vereinigte Staaten (RIAA)    | 4× Platin                                                              | 4.000.000 |
| Vereinigtes Königreich (BPI) | 6× Platin                                                              | 3.600.000 |
| Insgesamt                    | 4× Gold · 42× Platin ·                                                 | 9.785.000 |

### Extraordinary
| Land/Region                  | Auszeichnungen für Musikverkäufe (Land/Region, Auszeichnung, Verkäufe) | Verkäufe |
| ---------------------------- | ---------------------------------------------------------------------- | -------- |
| Italien (FIMI)               | Gold                                                                   | 15.000   |
| Vereinigtes Königreich (BPI) | Silber                                                                 | 200.000  |
| Insgesamt                    | 1× Silber · 1× Gold ·                                                  | 215.000  |

### Real Love
| Land/Region                  | Auszeichnungen für Musikverkäufe (Land/Region, Auszeichnung, Verkäufe) | Verkäufe |
| ---------------------------- | ---------------------------------------------------------------------- | -------- |
| Australien (ARIA)            | Platin                                                                 | 70.000   |
| Italien (FIMI)               | Gold                                                                   | 25.000   |
| Neuseeland (RMNZ)            | Gold                                                                   | 7.500    |
| Vereinigtes Königreich (BPI) | Platin                                                                 | 600.000  |
| Insgesamt                    | 2× Gold · 2× Platin ·                                                  | 702.500  |

### Do They Know It’s Christmas?
| Land/Region                  | Auszeichnungen für Musikverkäufe (Land/Region, Auszeichnung, Verkäufe) | Verkäufe |
| ---------------------------- | ---------------------------------------------------------------------- | -------- |
| Deutschland (BVMI)           | Gold                                                                   | 200.000  |
| Italien (FIMI)               | Gold                                                                   | 25.000   |
| Vereinigtes Königreich (BPI) | Gold                                                                   | 526.000  |
| Insgesamt                    | 3× Gold ·                                                              | 751.000  |

### Stronger
| Land/Region                  | Auszeichnungen für Musikverkäufe (Land/Region, Auszeichnung, Verkäufe) | Verkäufe |
| ---------------------------- | ---------------------------------------------------------------------- | -------- |
| Vereinigtes Königreich (BPI) | Silber                                                                 | 200.000  |
| Insgesamt                    | 1× Silber ·                                                            | 200.000  |

### Tears
| Land/Region                  | Auszeichnungen für Musikverkäufe (Land/Region, Auszeichnung, Verkäufe) | Verkäufe  |
| ---------------------------- | ---------------------------------------------------------------------- | --------- |
| Italien (FIMI)               | Gold                                                                   | 25.000    |
| Neuseeland (RMNZ)            | Gold                                                                   | 15.000    |
| Polen (ZPAV)                 | Platin                                                                 | 50.000    |
| Vereinigtes Königreich (BPI) | 2× Platin                                                              | 1.200.000 |
| Insgesamt                    | 2× Gold · 3× Platin ·                                                  | 1.290.000 |

### Rockabye
| Land/Region                  | Auszeichnungen für Musikverkäufe (Land/Region, Auszeichnung, Verkäufe) | Verkäufe  |
| ---------------------------- | ---------------------------------------------------------------------- | --------- |
| Australien (ARIA)            | 5× Platin                                                              | 350.000   |
| Belgien (BRMA)               | 2× Platin                                                              | 60.000    |
| Dänemark (IFPI)              | 3× Platin                                                              | 270.000   |
| Deutschland (BVMI)           | 2× Platin                                                              | 800.000   |
| Frankreich (SNEP)            | Diamant                                                                | 233.333   |
| Italien (FIMI)               | 7× Platin                                                              | 350.000   |
| Kanada (MC)                  | 9× Platin                                                              | 720.000   |
| Neuseeland (RMNZ)            | 4× Platin                                                              | 120.000   |
| Niederlande (NVPI)           | 5× Platin                                                              | 400.000   |
| Norwegen (IFPI)              | 4× Platin                                                              | 160.000   |
| Österreich (IFPI)            | Platin                                                                 | 30.000    |
| Polen (ZPAV)                 | 3× Diamant                                                             | 750.000   |
| Portugal (AFP)               | 2× Platin                                                              | 20.000    |
| Schweiz (IFPI)               | 2× Platin                                                              | 60.000    |
| Spanien (Promusicae)         | 4× Platin                                                              | 160.000   |
| Vereinigte Staaten (RIAA)    | 3× Platin                                                              | 3.000.000 |
| Vereinigtes Königreich (BPI) | 4× Platin                                                              | 2.400.000 |
| Insgesamt                    | 57× Platin · 4× Diamant ·                                              | 9.883.333 |

### Symphony
| Land/Region                  | Auszeichnungen für Musikverkäufe (Land/Region, Auszeichnung, Verkäufe) | Verkäufe  |
| ---------------------------- | ---------------------------------------------------------------------- | --------- |
| Australien (ARIA)            | 5× Platin                                                              | 350.000   |
| Belgien (BRMA)               | Platin                                                                 | 30.000    |
| Dänemark (IFPI)              | 2× Platin                                                              | 180.000   |
| Deutschland (BVMI)           | 3× Gold                                                                | 600.000   |
| Frankreich (SNEP)            | Diamant                                                                | 233.333   |
| Italien (FIMI)               | 4× Platin                                                              | 200.000   |
| Kanada (MC)                  | 4× Platin                                                              | 320.000   |
| Neuseeland (RMNZ)            | 4× Platin                                                              | 120.000   |
| Norwegen (IFPI)              | 4× Platin                                                              | 240.000   |
| Österreich (IFPI)            | Platin                                                                 | 30.000    |
| Polen (ZPAV)                 | Diamant                                                                | 250.000   |
| Portugal (AFP)               | 2× Platin                                                              | 20.000    |
| Schweiz (IFPI)               | 2× Platin                                                              | 40.000    |
| Spanien (Promusicae)         | 2× Platin                                                              | 120.000   |
| Vereinigte Staaten (RIAA)    | Platin                                                                 | 1.000.000 |
| Vereinigtes Königreich (BPI) | 4× Platin                                                              | 2.400.000 |
| Insgesamt                    | 1× Gold · 37× Platin · 2× Diamant ·                                    | 6.133.333 |

### I Miss You
| Land/Region                  | Auszeichnungen für Musikverkäufe (Land/Region, Auszeichnung, Verkäufe) | Verkäufe  |
| ---------------------------- | ---------------------------------------------------------------------- | --------- |
| Australien (ARIA)            | 3× Platin                                                              | 210.000   |
| Belgien (BRMA)               | Platin                                                                 | 30.000    |
| Dänemark (IFPI)              | Platin                                                                 | 90.000    |
| Deutschland (BVMI)           | Gold                                                                   | 200.000   |
| Frankreich (SNEP)            | Platin                                                                 | 200.000   |
| Italien (FIMI)               | Platin                                                                 | 50.000    |
| Kanada (MC)                  | 2× Platin                                                              | 160.000   |
| Neuseeland (RMNZ)            | 2× Platin                                                              | 60.000    |
| Österreich (IFPI)            | Gold                                                                   | 15.000    |
| Polen (ZPAV)                 | Platin                                                                 | 50.000    |
| Portugal (AFP)               | Platin                                                                 | 10.000    |
| Spanien (Promusicae)         | Gold                                                                   | 30.000    |
| Vereinigte Staaten (RIAA)    | Gold                                                                   | 500.000   |
| Vereinigtes Königreich (BPI) | 2× Platin                                                              | 1.200.000 |
| Insgesamt                    | 4× Gold · 15× Platin ·                                                 | 2.785.000 |

### Solo
| Land/Region                  | Auszeichnungen für Musikverkäufe (Land/Region, Auszeichnung, Verkäufe) | Verkäufe  |
| ---------------------------- | ---------------------------------------------------------------------- | --------- |
| Australien (ARIA)            | 3× Platin                                                              | 210.000   |
| Belgien (BRMA)               | Platin                                                                 | 40.000    |
| Dänemark (IFPI)              | 2× Platin                                                              | 180.000   |
| Deutschland (BVMI)           | 3× Gold                                                                | 600.000   |
| Frankreich (SNEP)            | Diamant                                                                | 333.333   |
| Italien (FIMI)               | 2× Platin                                                              | 100.000   |
| Kanada (MC)                  | 4× Platin                                                              | 320.000   |
| Neuseeland (RMNZ)            | 2× Platin                                                              | 60.000    |
| Norwegen (IFPI)              | 3× Platin                                                              | 180.000   |
| Österreich (IFPI)            | 2× Platin                                                              | 60.000    |
| Polen (ZPAV)                 | Diamant                                                                | 100.000   |
| Portugal (AFP)               | 2× Platin                                                              | 20.000    |
| Spanien (Promusicae)         | 2× Platin                                                              | 120.000   |
| Vereinigte Staaten (RIAA)    | Platin                                                                 | 1.000.000 |
| Vereinigtes Königreich (BPI) | 2× Platin                                                              | 1.500.000 |
| Insgesamt                    | 1× Gold · 27× Platin · 2× Diamant ·                                    | 4.823.333 |

### Baby
| Land/Region                  | Auszeichnungen für Musikverkäufe (Land/Region, Auszeichnung, Verkäufe) | Verkäufe |
| ---------------------------- | ---------------------------------------------------------------------- | -------- |
| Polen (ZPAV)                 | Gold                                                                   | 25.000   |
| Vereinigtes Königreich (BPI) | Gold                                                                   | 400.000  |
| Insgesamt                    | 2× Gold ·                                                              | 425.000  |

### Mama
| Land/Region  | Auszeichnungen für Musikverkäufe (Land/Region, Auszeichnung, Verkäufe) | Verkäufe |
| ------------ | ---------------------------------------------------------------------- | -------- |
| Polen (ZPAV) | Platin                                                                 | 50.000   |
| Insgesamt    | 1× Platin ·                                                            | 50.000   |

### Tick Tock
| Land/Region                  | Auszeichnungen für Musikverkäufe (Land/Region, Auszeichnung, Verkäufe) | Verkäufe |
| ---------------------------- | ---------------------------------------------------------------------- | -------- |
| Belgien (BRMA)               | Gold                                                                   | 20.000   |
| Dänemark (IFPI)              | Gold                                                                   | 45.000   |
| Frankreich (SNEP)            | Gold                                                                   | 100.000  |
| Italien (FIMI)               | Platin                                                                 | 70.000   |
| Polen (ZPAV)                 | Platin                                                                 | 50.000   |
| Portugal (AFP)               | Gold                                                                   | 5.000    |
| Spanien (Promusicae)         | Gold                                                                   | 30.000   |
| Vereinigtes Königreich (BPI) | Platin                                                                 | 600.000  |
| Insgesamt                    | 5× Gold · 3× Platin ·                                                  | 920.000  |

### Drive
| Land/Region                  | Auszeichnungen für Musikverkäufe (Land/Region, Auszeichnung, Verkäufe) | Verkäufe |
| ---------------------------- | ---------------------------------------------------------------------- | -------- |
| Italien (FIMI)               | Gold                                                                   | 50.000   |
| Polen (ZPAV)                 | Gold                                                                   | 25.000   |
| Vereinigtes Königreich (BPI) | Gold                                                                   | 400.000  |
| Insgesamt                    | 3× Gold ·                                                              | 475.000  |

### How Will I Know
| Land/Region                  | Auszeichnungen für Musikverkäufe (Land/Region, Auszeichnung, Verkäufe) | Verkäufe |
| ---------------------------- | ---------------------------------------------------------------------- | -------- |
| Kanada (MC)                  | Gold                                                                   | 40.000   |
| Neuseeland (RMNZ)            | Gold                                                                   | 15.000   |
| Vereinigtes Königreich (BPI) | Silber                                                                 | 200.000  |
| Insgesamt                    | 1× Silber · 2× Gold ·                                                  | 255.000  |

### Cry Baby
| Land/Region                  | Auszeichnungen für Musikverkäufe (Land/Region, Auszeichnung, Verkäufe) | Verkäufe |
| ---------------------------- | ---------------------------------------------------------------------- | -------- |
| Vereinigtes Königreich (BPI) | Silber                                                                 | 200.000  |
| Insgesamt                    | 1× Silber ·                                                            | 200.000  |

## Auszeichnungen nach Musikstreamings

### Rather Be
| Land/Region          | Auszeichnungen für Musikverkäufe (Land/Region, Auszeichnung, Verkäufe) | Verkäufe   |
| -------------------- | ---------------------------------------------------------------------- | ---------- |
| Dänemark (IFPI)      | 3× Platin                                                              | 7.800.000  |
| Japan (RIAJ)         | Gold                                                                   | 50.000.000 |
| Spanien (Promusicae) | 2× Platin                                                              | 16.000.000 |
| Insgesamt            | 1× Gold · 5× Platin ·                                                  | 73.800.000 |

### Symphony
| Land/Region  | Auszeichnungen für Musikverkäufe (Land/Region, Auszeichnung, Verkäufe) | Verkäufe    |
| ------------ | ---------------------------------------------------------------------- | ----------- |
| Japan (RIAJ) | Platin                                                                 | 100.000.000 |
| Insgesamt    | 1× Platin ·                                                            | 100.000.000 |

### Rockabye
| Land/Region  | Auszeichnungen für Musikverkäufe (Land/Region, Auszeichnung, Verkäufe) | Verkäufe   |
| ------------ | ---------------------------------------------------------------------- | ---------- |
| Japan (RIAJ) | Gold                                                                   | 50.000.000 |
| Insgesamt    | 1× Gold ·                                                              | 50.000.000 |

## Statistik und Quellen
| Land/RegionAuszeichnungen für Musikverkäufe (Land/Region, Auszeichnungen, Verkäufe, Quellen) | Silber     | Gold       | Platin         | Diamant     | Verkäufe   | Quellen              |
| -------------------------------------------------------------------------------------------- | ---------- | ---------- | -------------- | ----------- | ---------- | -------------------- |
| Australien (ARIA)                                                                            | —          | —          | 23× Platin23   | —           | 1.610.000  | aria.com.au          |
| Belgien (BRMA)                                                                               | —          | Gold1      | 7× Platin7     | —           | 240.000    | ultratop.be          |
| Brasilien (PMB)                                                                              | —          | Gold1      | —              | —           | 20.000     | Einzelnachweise      |
| Dänemark (IFPI)                                                                              | —          | 2× Gold2   | 11× Platin11   | —           | 775.000    | ifpi.dk              |
| Deutschland (BVMI)                                                                           | —          | 5× Gold5   | 5× Platin5     | —           | 2.850.000  | musikindustrie.de    |
| Frankreich (SNEP)                                                                            | —          | Gold1      | 2× Platin2     | 3× Diamant3 | 1.449.999  | snepmusique.com      |
| Italien (FIMI)                                                                               | —          | 6× Gold6   | 19× Platin19   | —           | 1.055.000  | fimi.it              |
| Japan (RIAJ)                                                                                 | —          | 3× Gold3   | Platin1        | —           | 100.000    | riaj.or.jp JP2       |
| Kanada (MC)                                                                                  | —          | Gold1      | 25× Platin25   | —           | 2.040.000  | musiccanada.com      |
| Mexiko (AMPROFON)                                                                            | —          | —          | Platin1        | —           | 60.000     | amprofon.com.mx      |
| Neuseeland (RMNZ)                                                                            | —          | 3× Gold3   | 19× Platin19   | —           | 577.500    | radioscope.co.nz NZ2 |
| Niederlande (NVPI)                                                                           | —          | —          | 7× Platin7     | —           | 470.000    | nvpi.nl              |
| Norwegen (IFPI)                                                                              | —          | —          | 11× Platin11   | —           | 580.000    | ifpi.no              |
| Österreich (IFPI)                                                                            | —          | Gold1      | 5× Platin5     | —           | 165.000    | ifpi.at              |
| Polen (ZPAV)                                                                                 | —          | 3× Gold3   | 6× Platin6     | 5× Diamant5 | 1.400.000  | olis.pl              |
| Portugal (AFP)                                                                               | —          | 2× Gold2   | 7× Platin7     | —           | 80.000     | Einzelnachweise      |
| Schweden (IFPI)                                                                              | —          | Gold1      | 2× Platin2     | —           | 100.000    | sverigetopplistan.se |
| Schweiz (IFPI)                                                                               | —          | —          | 5× Platin5     | —           | 130.000    | hitparade.ch         |
| Singapur (RIAS)                                                                              | —          | —          | 2× Platin2     | —           | 20.000     | rias.org.sg          |
| Spanien (Promusicae)                                                                         | —          | 2× Gold2   | 12× Platin12   | —           | 540.000    | elportaldemusica.es  |
| Vereinigte Staaten (RIAA)                                                                    | —          | 3× Gold3   | 9× Platin9     | —           | 10.500.000 | riaa.com             |
| Vereinigtes Königreich (BPI)                                                                 | 4× Silber4 | 4× Gold4   | 24× Platin24   | —           | 17.026.000 | bpi.co.uk            |
| Insgesamt                                                                                    | 4× Silber4 | 39× Gold39 | 203× Platin203 | 8× Diamant8 |            |                      |